# Иванов, Николай Николаевич (биохимик)
Никола́й Никола́евич Ивано́в (6 ноября 1884, Гатчина, Санкт-Петербургская губерния — 3 декабря 1940, Ленинград) — советский биохимик растений.

## Биография
Родился в семье служащего почтово-телеграфной конторы. В 1905 году окончил среднюю школу, а в 1909 году окончил Императорский Санкт-Петербургский университет (естественное отделение физико-математического факультета). Николай Иванов являлся учеником В. И. Палладина и остался там же, где до 1929 года работал на кафедре физиологии растений. В 1912 году Николай Николаевич проходил практику в Цюрихе, где четыре месяца практиковался у Ф. Шульца, а в 1914 году практиковался в Берлинском институте биохимии. С 1929 года занимал должность профессора кафедры микробиологии ЛГУ.
Скончался Николай Иванов 3 декабря 1940 года в Ленинграде. Похоронен там же.

## Научные работы
Основные научные работы посвящены изучению физиологии и биохимии низших организмов и биохимическому изучению культурных растений. Николай Иванов — автор 150 научных работ.
- Организовал биохимический раздел в ВИРе.
- Собрал очень большой материал по биохимии культурных растений.
- Работал в области биохимии микроорганизмов.
- Автор работ по обмену мочевины у грибов и бактерий.
- Занимался изысканием новых растительных источников витаминов.